# Bommanhal, Lingsugur
Bommanhal là một làng thuộc tehsil Lingsugur, huyện Raichur, bang Karnataka, Ấn Độ.